# Apaidia vaulogeri
Apaidia vaulogeri là một loài bướm đêm thuộc phân họ Arctiinae, họ Erebidae.